# Oscar De Cock
Oscar De Cock was een  roeier uit België en was lid van de Koninklijke Roeivereniging Club Gent. Hij nam  deel aan de Olympische Spelen en won hierbij een zilveren medaille.

## Loopbaan
De Cock werd als onderdeel van de acht met stuurman van de Club Nautique de Gand tweemaal Europees kampioen. Hij nam deel aan de Olympische Zomerspelen 1900 in Parijs (Frankrijk) als onderdeel van de acht met stuurman van zijn club. Hij behaalde met de ploeg een zilveren medaille.

## Palmares

### acht
- 1900:  BK
- 1900:  EK in Parijs
- 1900:  OS in Parijs
- 1901:  BK
- 1901:  EK in Zürich